# Rémember
A Rémember zenekart 1995-ben alapította három budakeszi fiatal, Áron, Fibula és Geiger, Dolezsai Gergővel együtt. 1997-ben új basszusgitáros, Jero csatlakozott a csapathoz, majd 2004-ben ismét személycsere történt, Jero-t Fischer Máté váltotta. A zenekar tagjai 2005 óta Londonban élnek és játszanak.

## Tagok
- Szabó Áron - dob
- Fischer Máté - basszus
- Sass Loránd Fibula - ének
- Szabó Gergő Geiger - gitár

## Lemezek
- 1995 Owlet Inside (LP-kazetta)
- 1996 Stay Tuned (LP-kazetta)
- 1998 Megalomaniac (internet demo)
- 1999 Good At Least (maxi)
- 2001 @ Generation (LP)
- 2001 Seek Me In Your Head (remix cd)
- 2002 My Dream Is A Mirror (live EP)
- 2003 Ravi Shankar (EP)
- 2004 Psychedelic G.A.S (LP)
- 2015 Half Full (LP) kiadatlan dalok